# 레이린
레이린(RaeLynn, 1994년 5월 4일 ~ )은 미국의 싱어송라이터이다. 더 보이스 시즌 2에 참가했지만 준준결승전에서 탈락했다.